# Brachylampis blaisdelli
Brachylampis blaisdelli là một loài bọ cánh cứng trong họ Đom đóm (Lampyridae). Loài này được Van Dyke miêu tả khoa học năm 1939.